# Jimmy Arias
Jimmy Arias (Grand Island, 16 de agosto de 1964) é um ex-tenista profissional estadunidense.

## Grand Slam Finais

#### Duplas Mistas: 1 final (1 título)
| Posição | Ano  | Campeonato    | Piso   | Parceira      | Oponentes               | Placar   |
| ------- | ---- | ------------- | ------ | ------------- | ----------------------- | -------- |
| Campeão | 1981 | Roland Garros | Saibro | Andrea Jaeger | Betty Stöve Fred McNair | 7–6, 6–4 |